# Rząd de Meestera
Rząd De Meestera – holenderski rząd koalicyjny, w skład którego wchodzili posłowie liberalni i liberalno-demokratyczni; nie miał większości ani w Tweede Kamer, ani Eerste Kamer, jednakże dzięki poparciu socjaldemokratów, udało mu się utrzymać przez kilka lat.
Formatorem gabinetu był liberał Hendrik Goeman Borgesius, zaś jego zaprzysiężenie odbyło się 17 sierpnia 1905. 21 grudnia roku następnego miał miejsce pierwszy kryzys, którego przyczyną było odrzucenie przez parlament planów reform ministra wojny Henriego Staala. Po długich dyskusjach, znanych później jako Nacht van Staal ("Noc Stali") udało się przeforsować ustawy w niższej izbie parlamentu. Mimo tego, senat odrzucił je 11 lutego, co było przyczyną dymisji rządu, niezaakceptowanej przez królową Wilhelminę. Ostatecznie z rządu odszedł tylko Staal. 
Dokładnie rok po Nacht van Staal, 21 grudnia 1907 roku, Tweede Kamer odrzuciła projekt budżetu obronnego, co było powodem drugiej dymisji rządu, przyjętej 8 lutego 1908 roku.

## Ministrowie
| Premier                                        | Theodoor Herman de Meester                | LU          |                                         |
| Minister Spraw Zagranicznych                   | Dirk Willem van Tets Arnold van Goudriaan | bezpartyjny |                                         |
| Minister Sprawiedliwości                       | Edward Ellis van Raalte                   | VDB         |                                         |
| Minister spraw wewnętrznych                    | Rink Peter                                | LU          |                                         |
| Minister Finansów                              | Theodoor Herman de Meester                | LU          |                                         |
| Minister wojny                                 | Hendrik Pieter Staal                      | LU          | od 17 sierpnia 1905 do 8 kwietnia 1907] |
| Minister wojny                                 | Willem Frederik van Rappart               | bezpartyjny | od 8 kwietnia 1907 do 12 lutego 1908    |
| Sekretarz marynarki wojennej                   | William James Stuart Cohen                | bezpartyjny | od 17 sierpnia 1905 do 5 sierpnia 1907  |
| Sekretarz marynarki wojennej                   | Jan Wentholt                              | bezpartyjny | od 5 sierpnia 1907 do 12 lutego 1908    |
| Minister Robót Publicznych, Handlu i Przemysłu | Kraus Jacob                               | LU          | od 17 sierpnia 1905 do 1 lipca 1906     |
| Minister Robót Publicznych, Handlu i Przemysłu | Dirk Veegens Jacob                        | VDB         | od 3 marca 1906 do 14 lipca 1906        |
| Minister Gospodarki Wodnej                     | Jakub Kraus                               | LU          | od 1 lipca 1906 do 12 lutego 1908       |
| Minister Rolnictwa, Przemysłu i Handlu         | Veegens Dirk Jacob                        | VDB         | od 9 września 1905 do 12 lutego 1908    |
| Minister ds. Kolonii                           | Fock Dirk                                 | LU          |                                         |